# NGC 2648
NGC 2648 ist eine Spiralgalaxie vom Hubble-Typ Sa im Sternbild Krebs am Nordsternhimmel. Sie ist schätzungsweise 93 Millionen Lichtjahre von der Milchstraße entfernt und hat einen Durchmesser von etwa 85.000 Lj. Gemeinsam mit PGC 24469 bildet sie das im Atlas of Peculiar Galaxies katalogisierte, interaktive Galaxienpaar Arp 89. 
Halton Arp gliederte seinen Katalog ungewöhnlicher Galaxien nach rein morphologischen Kriterien in Gruppen. Diese Galaxie gehört zu der Klasse Spiralgalaxien mit einem großen Begleiter hoher Flächenhelligkeit auf einem Arm (Arp-Katalog).
Das Objekt wurde am 19. März 1784 von William Herschel entdeckt.